# Auguste Ier d'Oldenbourg
Paul-Frédéric-Auguste (ou Auguste Ier) d’Oldenbourg, né le 13 juillet 1783 au château de Rastede et mort le 27 février 1853 à Oldenbourg, est grand-duc d'Oldenbourg de 1829 à sa mort.

## Biographie
Paul-Frédéric-Auguste est le fils aîné de Pierre Ier et de son épouse Frédérique de Wurtemberg. Avec son frère cadet Georges, il étudie à Leipzig de 1803 à 1805, puis passe les deux années suivantes en Angleterre et en Écosse. En 1808, il assiste au congrès d’Erfurt aux côtés de son père avant de repartir en voyage en Suisse, en Italie et dans le Sud de la France.
Le duché d’Oldenbourg est annexé par la France en décembre 1810, et Auguste accompagne son père en exil à Saint-Pétersbourg. Le tsar Alexandre Ier le nomme gouverneur d’Estonie. Il occupe ce poste de 1811 à 1816 et supervise l’abolition du servage dans cette province. Il participe également aux campagnes de la Sixième Coalition entre 1812 et 1814.
Auguste est impliqué dans le gouvernement de l’Oldenbourg dès 1816, après la restauration de sa famille à la tête du duché. Il succède à son père à sa mort, le 17 janvier 1829. Son titre est celui de grand-duc (Großherzog) d’Oldenbourg, en accord avec la décision du congrès de Vienne (son père avait décliné de le prendre et s’était contenté de rester duc). Il accorde à son pays une constitution relativement libérale en 1849. Il repose au mausolée ducal d'Oldenbourg du cimetière Sainte-Gertrude d'Oldenbourg.

## Mariages et descendance
Paul-Frédéric-Auguste épouse la princesse Adélaïde (23 février 1800 – 13 septembre 1820), fille du prince Victor II d’Anhalt-Bernbourg-Schaumbourg-Hoym, le 24 juillet 1817. Ils ont deux enfants :
- la duchesse Amélie d’Oldenbourg (21 décembre 1818 – 20 mai 1875), qui épouse en 1836 le roi Othon Ier de Grèce (sans postérité) ;
- la duchesse Frédérique d'Oldenbourg (nl) (8 juin 1820 – 20 mars 1891), qui épouse en 1855 Maximilien, baron Washington (postérité).

Veuf, Auguste se remarie avec la princesse Ida (10 mars 1804 – 31 mars 1828), la sœur cadette de sa défunte épouse, le 24 juin 1825. Ils ont un enfant :
- Pierre, grand-duc héritier d’Oldenbourg (8 juillet 1827 – 13 juin 1900), qui devient le grand-duc Pierre II d’Oldenbourg en 1853 (postérité).

De nouveau veuf, Auguste Ier épouse la princesse Cécile (22 juin 1807 – 27 janvier 1844), fille de l’ancien roi de Suède Gustave IV Adolphe, le 5 mai 1831. Ils ont trois enfants :
- le duc Alexandre d’Oldenbourg (16 juin 1834 – 6 juin 1835) ;
- le duc Nicolas d’Oldenbourg (15 février 1836 – 30 avril 1837) ;
- le duc Élimar d’Oldenbourg (23 janvier 1844 – 17 octobre 1895) qui épouse morganatiquement la baronne Natalie Vogel von Friesenhof (postérité).

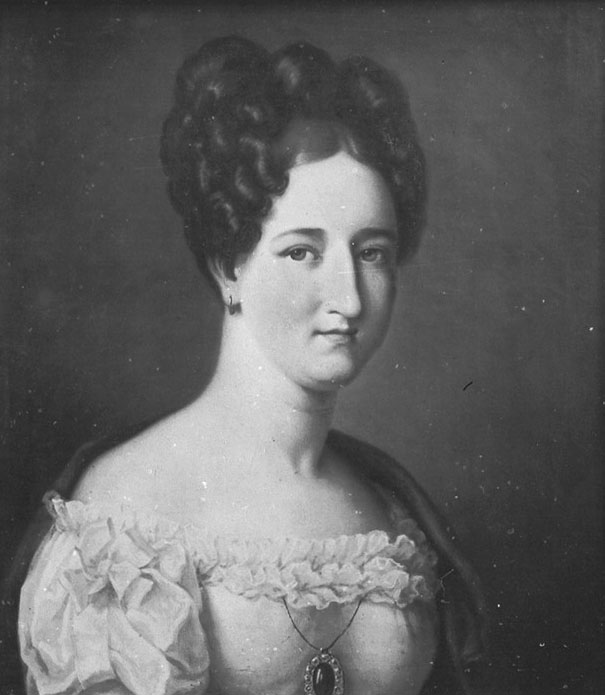
Adélaïde d’Anhalt-Bernbourg-Schaumbourg-Hoym.
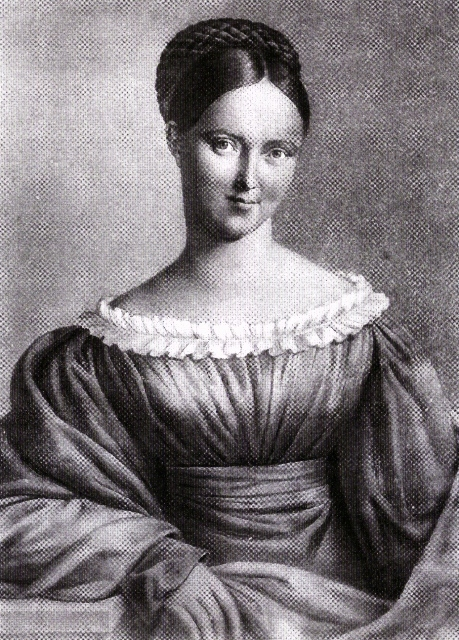
Ida d’Anhalt-Bernbourg-Schaumbourg-Hoym.
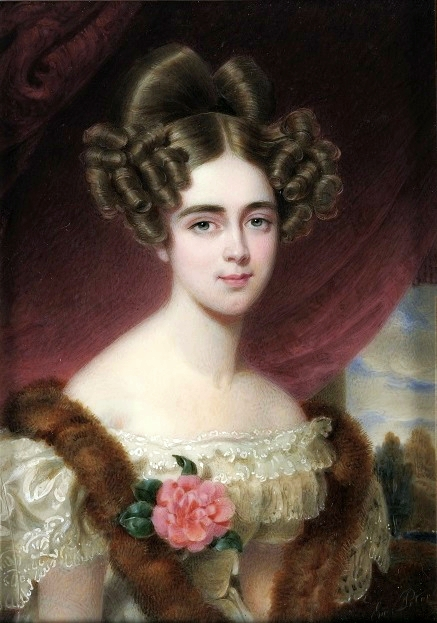
Cécile de Suède.

## Titulature
- 13 juillet 1783 – 2 juillet 1823 : Son Altesse le duc Auguste d’Oldenbourg
- 2 juillet 1823 – 17 janvier 1829 : Son Altesse royale le duc héritier d’Oldenbourg
- 17 janvier 1829 – 27 février 1853 : Son Altesse royale le grand-duc d’Oldenbourg